# Косово је срце Србије
„Косово је срце Србије” је фраза која се често употребљава као политички слоган који је настао после или током говора који је одржао Слободан Милошевић на Газиместану 1989. приликом обележавања 600. годишњице Косовске битке.

## Историја
Наводи се да је Милошевић први пут употребио комплетну фразу „Косово је срце Србије” 14. новембра 1989. у интервјуу за Ројтерс. Сматра се да је слоган након Милошевића наставио да користи Војислав Коштуница и да је прихваћен у националистичким круговима. Такође се често може чути и видети као натпис на фудбалским утакмицама.
Ова фраза може између осталог симболично значити да је Србија тело, а Косово срце, а „ако некоме узмете срце узимате му и живот” (митрополит Серафим Кикотис), јер „нема замене за срце” (Томислав Николић). Епископ рашко-призренски Артемије је говорио:
| „ | Косово и Метохија није само територија Србије, него и њено срце. Без Косова и Метохије, Србија не постоји. | ” |

Слоган се користи као израз противљења косовској независности. Редовно иде заједно са слоганима „Косово је Србија” и „Не дамо Косово”.
Неки критичари сматрају да политичари овај слоган у Србији користе зарад скретања пажње.
Међу српским ауторима је иначе присутна тенденција наглашавања средишње важности Косова, па га неки приказују као државни центар у хиљадугодишњој историји српског народа. Међутим, неки аутори то оспоравају, наводећи да је Косово у саставу Србије било много краће и да никада није било државни центар, већ је центар средњовековне Србије била Рашка а нововековне Шумадија.
Ипак, неоспорно је да се на подручју Косова и Метохије налазе неки од најстаријих и најзначајнијих српских манастира. У Пећи је било и седиште средњовековне Српске архиепископије, а потом и Пећке патријаршије.
Након проглашења независности Косова 2008. године, у неким круговима у Србији се почео употребљавати слоган „Косово је сусед Србије”, што представља гротескну пародију горњег слогана. „Косово је срце Србије” такође је назив монографије коју је урадио Драгослав Бокан у издању Политике.